# Elaphropeza atrilinea
Elaphropeza atrilinea är en tvåvingeart som beskrevs av Quate 1960. Elaphropeza atrilinea ingår i släktet Elaphropeza och familjen puckeldansflugor. Inga underarter finns listade i Catalogue of Life.